# Basilica del Volto Santo
La basilica del Volto Santo, o anche santuario del Volto Santo, è una delle chiese più importanti di Manoppello (provincia di Pescara), situata fuori dal paese, nel preesistente convento dei Frati Minori Cappuccini, dedicato a san Michele Arcangelo. Fa parte dell'arcidiocesi di Chieti-Vasto.
La basilica è meta di pellegrinaggio perché ospita una reliquia che secondo la leggenda sarebbe il velo della Veronica (Volto Santo di Manoppello).
Nel settembre 2006 fu visitata da papa Benedetto XVI ed elevata alla dignità di basilica minore.

## Storia
Il convento è citato già dal XVI secolo, sorto su un colle fuori dall'abitato di Manoppello, nel 1620 ospitò la Santissima Immagine del Volto Santo di Cristo, per volere del notaio Donato Antonio de Fabritiis, era gestito dai Padri Cappuccini, dedicato a San Michele e al Santissimo Nome di Dio. Da questo momento divenne uno dei maggiori conventi visitati dell'Abruzzo, e iniziò ad essere citato anche come Santuario del Volto Santo.
Nel 1811 i frati Cappuccini furono espulsi per il decreto napoleonico di chiusura degli istituti religiosi, e il convento fu affidato alle Clarisse, che lo ricedettero nel 1816 ai Cappuccini, quando ci fu la restaurazione borbonica.
Nel 1848 la chiesa subì altri interventi, e nel 1858 fu ampliato con una scuola di noviziato. Dopo un breve periodo di chiusura per le leggi piemontesi del 1866, il convento fu riaperto e nel 1876 fu confiscato l'orto per essere adibito a cimitero civile, così come è ancora oggi.
Nel 1906  iniziò la pubblicazione di un periodico dedicato alla reliquia del Volto, mentre nel 1926 il convento fu scelto come sede del seminario serafico "San Michel".
Successivamente la chiesa col convento fu ampliata negli anni sessanta per favorire l'afflusso dei pellegrini, determinato la distruzione del tipico convento cappuccino all'abruzzese, con facciata in stile semplice,  con portico di arcate che precede il portale, e interno a navata unica voltata a botte.

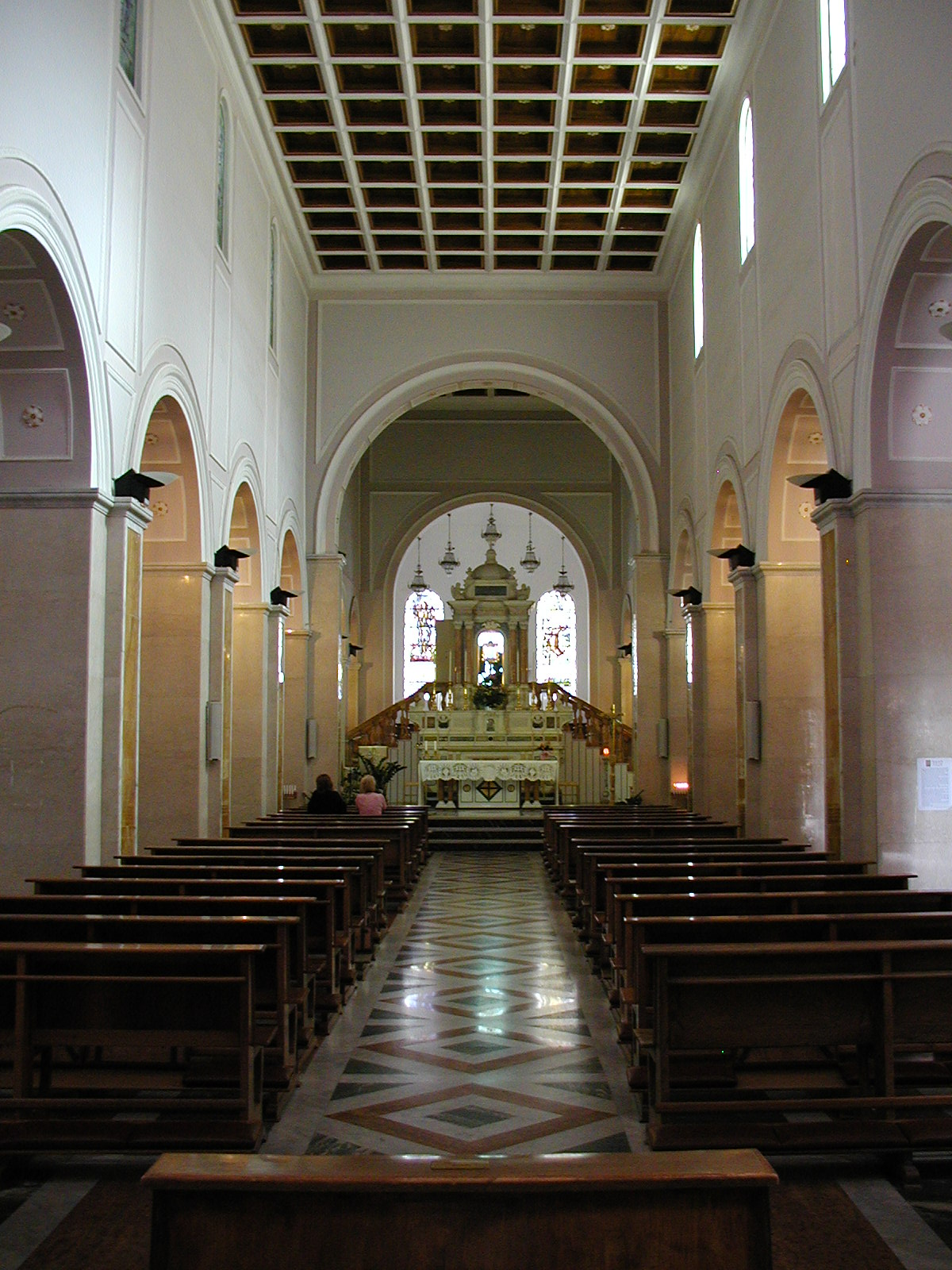
Interno

La facciata e l'esterno in stile tardo barocco, in mattoni faccia vista molto rozzi e semplici nello stile decorativo, furono cambiati completamente. La facciata fu demolita e ricostruita nel 1965 in uno stile gotico posticcio sulla scia della Basilica di Collemaggio all'Aquila. Ha tre portali, quello centrale è il più  grande, ripercorre il portale romanico abruzzese con arco a tutto sesto, fusti tortili nella modanatura, e mosaico di lunetta che ritrae il Volto Santo. Al centro della facciata terminante a spioventi,  c'è un rosone a raggiera, che ugualmente ricopia quello di Collemaggio.
Allo stesso tempo, fu demolito e ricostruito anche il campanile, 
che era una grezza torre quadrangolare, e fu decorato con mattoni a colore rosso e bianco sulla scia dei colori Aquilani, terminante con una cuspide piramidale.
L'interno a nave unica fu allargato a tre navate,  addobbato in uno stile eclettico completamente diverso dall'originale, in misto tra neoclassico e tardo liberty, con ordine di colonne a divisione delle navate, finestre policrome e istoriate.
L'altare maggiore ha un tabernacolo monumentale con al centro la teca in vetro dove è  esposta la reliquia, lateralmente si trovano  delle cappelle.

### Leggenda del Volto Santo
Secondo il racconto tradizionale, nel 1506 un pellegrino sarebbe giunto a Manoppello, precisamente sul sagrato della parrocchia di San Nicola (corso Santarelli), recando un pannello con quello che sosteneva fosse il ritratto del volto di Cristo, che avrebbe consegnato al fisico Giacomo Antonio Leonelli, e sarebbe quindi sparito misteriosamente. L'erudito, inizialmente scettico, si sarebbe in seguito ricreduto sull'autenticità della reliquia in seguito ad un accurato esame.
La famiglia Leonelli lo avrebbe conservato fin quando Marzia Leonelli lo vendette, in cattive condizioni, a Donato Antonio de Fabritiis, il quale incaricò di dare alla reliquia una sistemazione più consona il padre Clemente da Castelvecchio. Frate Remigio da Rapino eseguì la cornice in legno di noce e difese l'immagine con i due vetri tuttora conservati, ma eliminò anche tutta la parte della stoffa, che aveva le proporzioni di una tovaglia, intorno all'immagine.
La storia è narrata nella Relatione historica di padre Donato di Bomba, nell'atto notarile della donazione del Velo ai padri cappuccini nel 1638 da parte di Antonio de Frabritis.
Dal 1703 la festa della Trasfigurazione di Gesù divenne la festa del Volto Santo.

## Descrizione

### Esterni

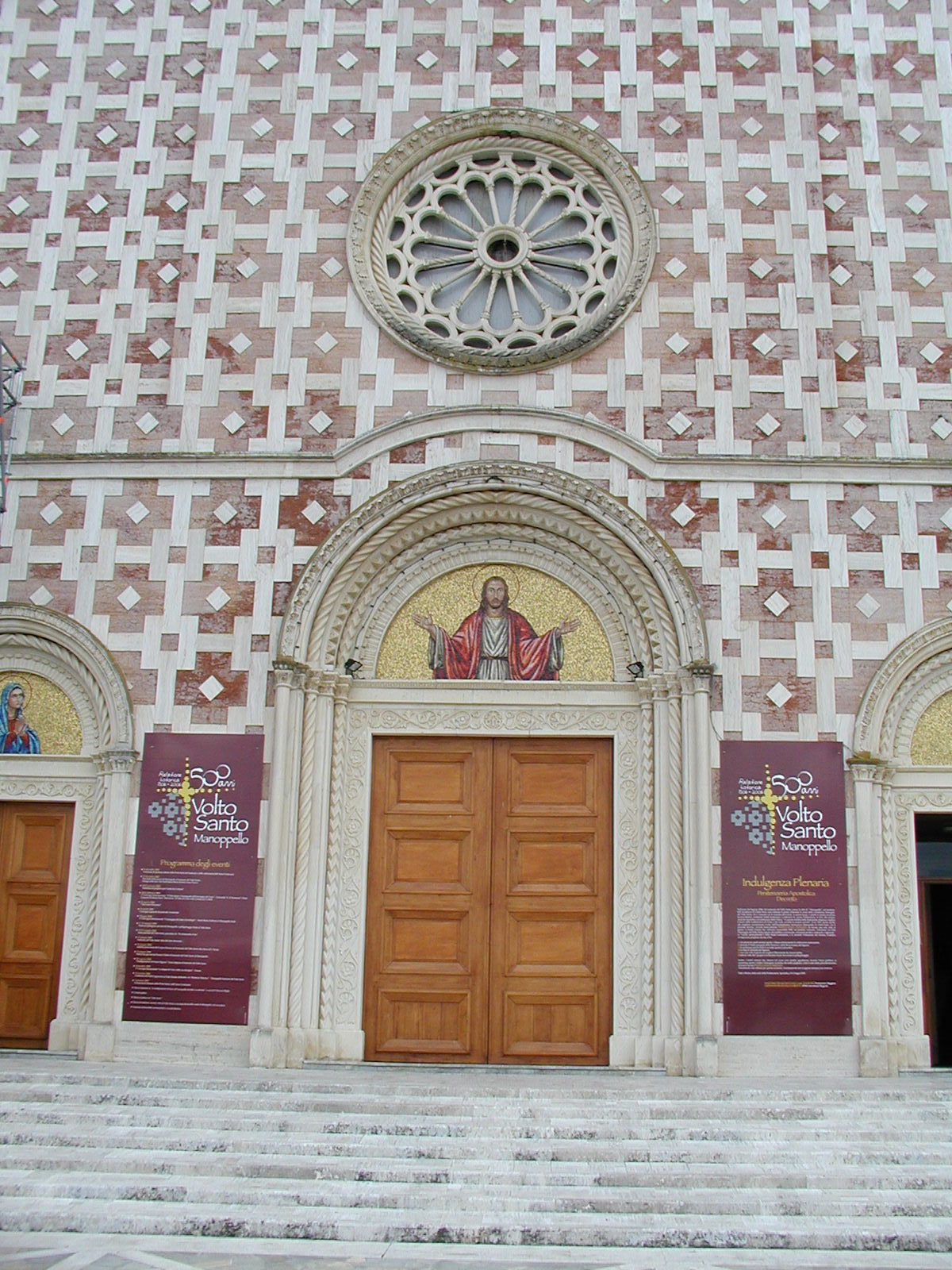
Particolare della facciata

Prima dei lavori di ricostruzione anni'60, la facciata era a coronamento orizzontale con una finestra centrale e un piccolo porticato all'ingresso, alla maniera dei conventi Cappuccini abruzzesi. Negli anni '40 ci fu un progetto di sistemazione della facciata e del campanile, quest'ultima fu costruito a torre in mattoni a vista, la facciata fu realizzata da salienti, incompiuta e in mattoni a vista, con tre ingressi e una nicchia centrale con la statua della Madonna. 
L'ultimo progetto di una facciata a capanna sul modello delle antiche chiese romaniche, fu modificato negli anni '60, optando per la decorazione a pietre rosse e bianche, sul modello aquilano di Santa Maria di Collemaggio. 
La facciata a capanna è costruita con blocchetti di pietra di colore rosso sfocato e bianco, combinati in un disegno geometrico a piccole croci. Al centro è un rosone, che imita quello della basilica di Santa Maria di Collemaggio all'Aquila. Vi sono tre ingressi con arco a tutto sesto, il portale centrale ha la lunetta decorata decorata un mosaico del Cristo misericordoso.
Sul retro della chiesa, sorge il convento dei Cappuccini, a pianta quadrangolare, con chiostro porticato centrale. Negli anni il convento è stato modificato con la costruzione di nuove strutture ricettive per i pellegrini. 

### Interni  e reliquie
L'interno è a navata unica, con cappelle laterali caratterizzate da pilastri ad arco a tutto sesto, che si raccordano alla trabeazione che corre per tutto il perimetro rettangolare. Con i lavori dehli anni '60, è stato costruito un soffitto a cassettoni lignei che imita lo stile rinascimentale, e quello della Cattedrale di Pescara. 
Una cappella privilegiata, ha decorazioni tardo barocche, è  dedicata alla Madonna di Pompei, il gruppo scultoreo della Madonna col Bambino tra San Domenico e Santa Rosa da Lima è incassato nel tabernacolo in stucco sorretti da angeli. La falsa cupola in stucco ha al centro la Colomba dello Spirito Santo e attorno negli spicchi dei cherubini che suonano. Scene di miracoli Mariani sono raffigurate anche nei bassorilievi dei lati della cappella. Essa conservava ab antiquo la reliquia del Volto Santo, successivamente spostata nel tabernacolo dell'altare maggiore. La mensa d'altare è decorata da elementi vegetali e tralci di vite, che attorniano l'Agnello Mistico, posto al centro. Ospita presso l'altare,  un tabernacolo neoclassico con le reliquie di Santo Stefano del Lupo originario di Carovilli e morto a Manoppello, dove fondò il monastero di San Pietro in Valle Bona. L'opera è di Silvino Donatelli di Lettomanoppello, firmata 1914. Le decorazioni a stucco della cappella sono di Michele Patrignani, 1925. La cancellata in ferro, poi rubata, fu lavorata Antonio e Felice Ranieri di Guardiagrele, nella celebre bottega.
Presso la sinistra vi è la cappella con la tela della Madonna Immacolata e gli angeli, detta "Madonna senza peccato", dipinta da Renato Gattuso.
Alla destra della navata vi è il quadro della Madonna Immacolata tra San Francesco e Sant'Antonio, opera di Francesco M. De Benedictis da Guardiagrele (XIX sec). Altri quadri antichi che illustrano San Francesco, Santa Rita, e il Compianto di Cristo morto, si trovano nel Museo del Volto Santo.
Opere contemporanee sono delle sculture di San Michele contro il Demonio, San Francesco e la Croce, e un Fonte battesimale commissionato dall'arcivescovo di Chieti-Vasto Mons. Bruno Forte.
Il Volto Santo è collocato su un tabernacolo rialzato dietro l'altare, protetto da una teca di vetro, come il Miracolo eucaristico della chiesa di San Francesco di Lanciano (provincia di Chieti). Il tabernacolo è ottocentesco, a tempietto neoclassico sorretto da putti, con volute ioniche. Una doppia rampa di scale permette di accedere direttamente alla reliquia. Presso l'altare maggiore si trovano il nuovo ambone con sedile e c'ero pasquale, opera di Alberto Cicerone, 2017.
Nel coro ligneo dietro di tabernacolo reliquiario, ci sono tele settecentesche dei santi dell'ordine dei Cappuccini: Dan Fedele e San Giuseppe da Leonessa.Le vetrate istoriate della chiesa sono della ditta D'Aurelio di Atri, 1948.
Presso il convento, è stato allestito un museo degli ex voto numerosi, donati negli anni dai pellegrini al Volto Santo, per grazie ricevute. Alcuni per elegantemente fattura popolare, sono stati studiati dagli etniantropologi.

### Campanile
In origine il convento possedeva un piccolo campanile a vela, andato demolito.
Sul fianco sinistro della basilica sorge distaccato il campanile degli anni '60, suddiviso in tre settori, al di sopra di un basamento, per mezzo di cornicioni di pietra bianca. Come molti campanili abruzzesi seicenteschi, è realizzato con mattoni rossi ed elementi decorativi in pietra bianca. Dei rosoni occupano la parte centrale del settore inferiore, mentre i due settori superiori hanno aperture ad arco per le campane.

### Museo del Volto Santo
Nei locali del convento è allestito un piccolo museo, con ex voto popolari, cuori immacolati, e oggetti appartenuti ai frati Cappuccini. Tra questi vi è la collezione appartenuta al padre Domenico da Cese di Avezzano.